# Master of the Moon
Master of the Moon è il decimo ed ultimo album in studio della heavy metal band statunitense Dio, pubblicato il 7 settembre 2004 per l'Etichetta discografica Sanctuary Records.

## Tracce
Tutte le canzoni sono state scritte da Ronnie James Dio.
1. One More for the Road – 3:18
2. Master of the Moon – 4:19
3. The End of the World – 4:39
4. Shivers – 4:15
5. The Man Who Would Be King – 4:58
6. The Eyes – 6:27
7. Living the Lie – 4:25
8. I Am – 5:00
9. Death by Love – 4:21
10. In Dreams – 4:26
11. The Prisoner Of Paradise (Bonus track) – 4:01

## Formazione
- Ronnie James Dio – voce
- Craig Goldy – chitarra, tastiere
- Jeff Pilson – basso
- Simon Wright – batteria

### Altri membri
- Scott Warren – tastiere